# Карсакпайська селищна адміністрація
Карсакпа́йська селищна адміністрація (каз. Қарсақбай кенттік әкімдігі, рос. Карсакпайская поселковая администрация) — адміністративна одиниця у складі Улитауського району Улитауської області Казахстану. Адміністративний центр — селище Карсакпай.
Населення — 1159 осіб (2021; 1668 у 2009, 2402 у 1999, 3965 у 1989).
Станом на 1989 рік існували Карсакпайська селищна рада (смт Карсакпай) та Кіровська сільська рада (села Бурмаша, Карсакпай, Кумола, Орнек, Піонер, Шолак) ліквідованого Джездинського району. Пізніше село Орнек передано до складу Жездинської селищної адміністрації, село Піонер — до складу Актаської селищної адміністрації.

## Склад
До складу округу входять такі населені пункти:
| Населений пункт   | Населення, осіб (1989) | Населення, осіб (1999) | Населення, осіб (2009) | Населення, осіб (2021) |
| ----------------- | ---------------------- | ---------------------- | ---------------------- | ---------------------- |
| Бурмаша, село     | 131                    | 35                     | -                      | -                      |
| Карсакпай, селище | 3279                   | 2343                   | 1668                   | 1159                   |
| Карсакпай, село   | 273                    | -                      | -                      | -                      |
| Кумола, село      | 165                    | 24                     | -                      | -                      |
| Шолак, село       | 117                    | -                      | -                      | -                      |